# Nicky Hopkins
Nicholas Christian "Nicky" Hopkins, född 24 februari 1944 i Perivale i London, död 6 september 1994 (sviter av Crohn's sjd-op.) i Nashville, Tennessee, var en brittisk pianist och keyboardist.
Nicky Hopkins var en skicklig studiopianist som under 1960- och 1970-talen arbetade med många av de då största musikgrupperna. Han medverkade bland annat på The Beatles, The Rolling Stones, The Whos, The Kinks och Jefferson Airplanes inspelningar. Två album av Stones där hans arbete märks väl är Beggars Banquet (1968) och Let It Bleed (1969). Dessutom hann Hopkins med att vara medlem i The Jeff Beck Group under två år.

## Diskografi
Album där Nicky Hopkins bidragit (urval)
- The Kinks: The Kink Kontroversy (1965), Sunny Afternoon (1966), Face to Face (1966), The Kinks Are the Village Green Preservation Society (1968)

- The Who: My Generation (1965)

- The Rolling Stones: Their Satanic Majesties Request (1967), Beggars Banquet (1968), Let It Bleed (1969), Exile on Main St. (1972)

- Jeff Beck: Beck-Ola (1969)

- Cat Stevens: Matthew and Son (1967)

- Quicksilver Messenger Service: Shady Grove (1969), Just for Love (1970), What About Me (1970)

- Harry Nilsson: Son of Schmilsson (1972)

- George Harrison: Living in the Material World (1973)

- John Lennon: Imagine (1971), Walls and Bridges (1974)

- Art Garfunkel: Breakaway (1975)

- Graham Parker: Another Grey Area (1982)

Singlar där Nick Hopkins bidragit (urval)
- The Who: "Anyway, Anyhow, Anywhere" (1965)

- The Rolling Stones: "We Love You" (1967), "Sympathy for the Devil" (1968), "Street Fighting Man" (1968), "Angie (1973), "Fool to Cry" (1976), "Waiting on a Friend" (1981, inspelad 1972)

- The Beatles: "Revolution" (singel-version) (1968)

- George Harrison: "Give Me Love (Give Me Peace on Earth)" (1973)